# Cantó d'Ancy-le-Franc
El cantó d'Ancy-le-Franc és un cantó francès del departament del Yonne, situat al districte d'Avallon. Té 18 municipis i el cap és Ancy-le-Franc.

## Municipis
- Aisy-sur-Armançon
- Ancy-le-Franc
- Ancy-le-Libre
- Argentenay
- Argenteuil-sur-Armançon
- Chassignelles
- Cry
- Fulvy
- Jully
- Lézinnes
- Nuits
- Pacy-sur-Armançon
- Perrigny-sur-Armançon
- Ravières
- Sambourg
- Stigny
- Villiers-les-Hauts
- Vireaux

## Història
| Data d'elecció                           | Identitat      | Partit | Qualitat |
| ---------------------------------------- | -------------- | ------ | -------- |
| 1945-1964                                | André Plait    | CNI    |          |
| 1964-1970                                | Robert Poupard | RI     |          |
| 1970-1976                                | M. Bailly      | RI     |          |
| 1976-                                    | Alain Henry    | PCF    |          |
| les dades anteriors no són pas conegudes |                |        |          |
|                                          |                |        |          |

## Demografia
| A partir de 1990: Població sense dobles comptes |